# Canalmania
 (juin 2023).
- Si vous ne connaissez pas le sujet, laissez ce bandeau (vous pouvez alors contacter les auteurs).
- Si vous supprimez le contenu mis en cause (vous pouvez préalablement contacter les auteurs),

argumentez précisément cette suppression dans la page de discussion
(un manque de référence n'est pas un argument ; une recherche réelle de référence doit avoir été effectuée, être formellement documentée).

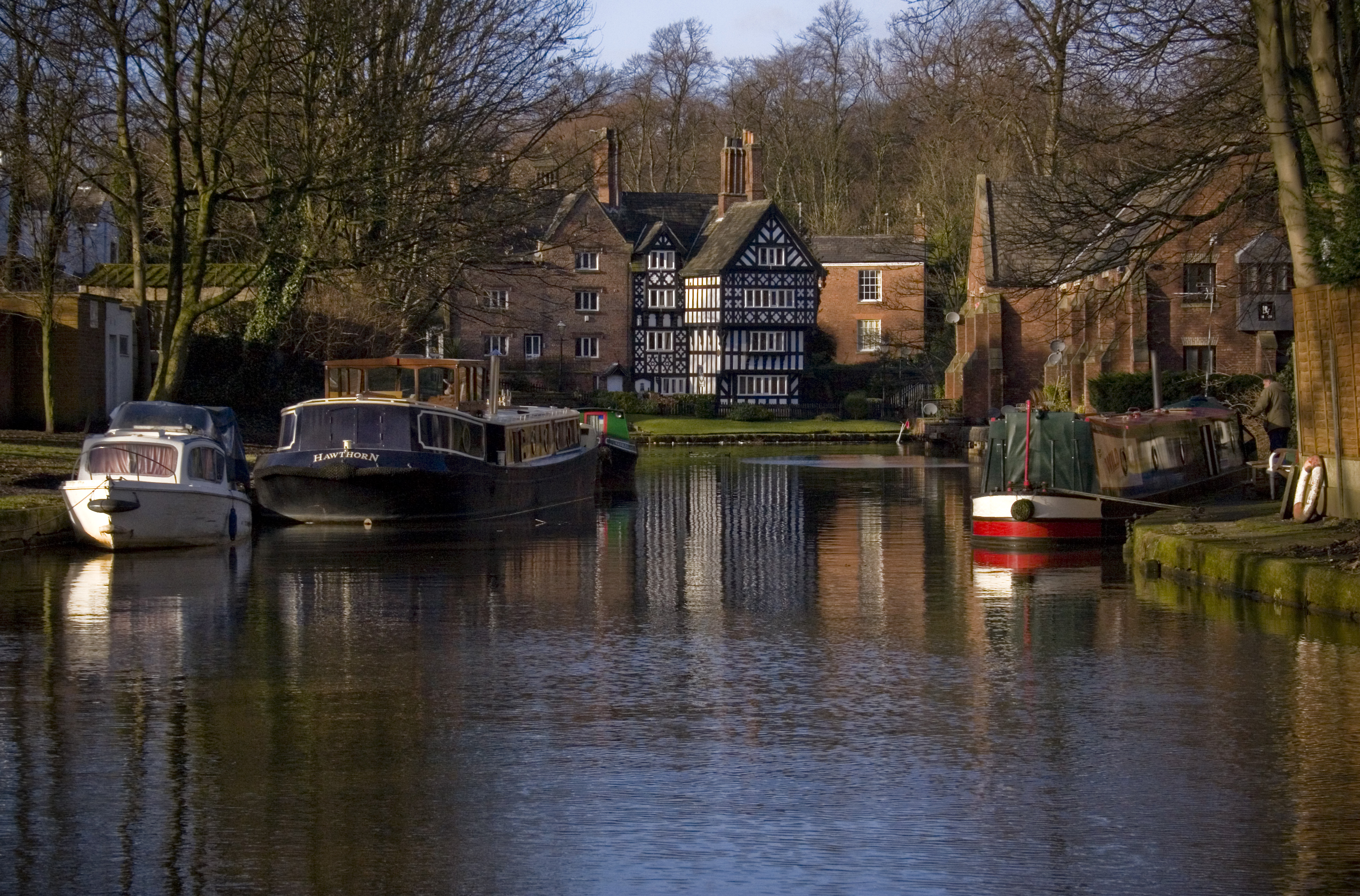
Le Bridgewater Canal à Worsley, région de Manchester.

La canalmania, appelée aussi « fièvre des canaux », désigne une période de l’histoire britannique qui a vu une intense spéculation boursière sur la mise en place d’un réseau de canaux cotés en Bourse permettant de desservir la majeure partie du pays à moindre coût.

## Histoire
Dès les XVIe et XVIIe siècles, palliant un réseau fluvial faible, peu dense et difficile à naviguer l’été, un total de 29 aménagements de rivière en Angleterre améliorèrent la circulation des marchandises par voie fluviale. Parmi ces aménagements, la Navigation Douglas, prévue dès 1712, bloquée par le Krach de 1720 et achevée en 1743, par laquelle la moitié du charbon du Sud-Ouest du Lancashire passait en 1760, pour approvisionner les usines de raffinage du sel de la région de Liverpool.
L'une des premières canalisations durant l'ère de 'la canalmania' est le Canal de Bridgewater qui a été conçu pour relier Worsley à  Manchester afin de transporter du charbon des mines de Worsley. Ce canal est considéré comme l'une des premières réalisations de l'époque en combinaison avec le Canal de Sankey.
Les canaux permettent de compléter ces aménagements, en assurant un maillage beaucoup plus dense du territoire, jusqu’au grand port de Londres. La Mersey est connectée à la Severn en 1772 et la Trent à la Mersey en 1777, tandis que l’ensemble de ces rivières est interconnectée lorsque la Severn est reliée, par un autre canal, à la Tamise en 1789, l’année où démarre l’un des travaux majeurs, le « Grand Junction Canal », capitalisé d’un million de sterling, qui permet de relier également le canal d’Oxford à la Tamise. L’ensemble de ces liaisons permet de relier le Nord de l’Angleterre à la capitale.
En 1793, l’année où cette bulle spéculative atteint son paroxysme, le parlement britannique accorde des concessions pour construire un total de 25 canaux, portant le total à 81 sur la période 1791 à 1794.
Les actions pouvaient valoir de 3 sterling à 250 sterling, mais la plupart d’entre elles ont une valeur de 100 sterling. La Compagnie du canal de Leeds à Liverpool comptait en 1789, un ensemble de 469 actionnaires contrôlant un total de 2 059 actions de 100 sterling. Il avait été autorisé en 1770 par une loi lui fixant une longueur de 180 kilomètres. La plus grande partie de ses actionnaires, 71 %, habitent dans la région.